# روزا جيانيتا
روزا جيانيتا (بالإيطالية: Rosa Giannetta)‏ (تعرف أيضا باسم روزا جيانيتا ألبيروني؛ 11 أبريل 1945 - 3 يناير 2021) روائية وصحفية إيطالية وأستاة في علم الاجتماع.